# ديفيد جيبسون
ديفيد جيبسون (بالإنجليزية: David Gibson)‏ هو سياسي أسترالي، ولد في 13 أكتوبر 1967 في فريمانتل في أستراليا. حزبياً، نشط في الحزب الوطني الليبرالي في كوينزلاند. وقد انتخب عضو المجلس التشريعي ولاية كوينزلاند.